# Thripadectes flammulatus
Thripadectes flammulatus là một loài chim trong họ Furnariidae.